# (73404) 2002 LL24
(73404) 2002 LL24 – planetoida z pasa głównego asteroid okrążająca Słońce w ciągu 4,23 lat w średniej odległości 2,61 j.a. Odkryta 9 czerwca 2002 roku.